# Spathoderma clenchi
Spathoderma clenchi är en blötdjursart. Spathoderma clenchi ingår i släktet Spathoderma och familjen Prochaetodermatidae. Inga underarter finns listade i Catalogue of Life.